# Willernie (Minnesota)
Pour les articles homonymes, voir Willernie.
Willernie est une ville américaine située dans le Comté de Washington, dans le Minnesota. Selon le recensement de 2010, sa population est de 507 habitants.